# Hylophorbus richardsi
Espèce
Statut de conservation UICN

 DD  : Données insuffisantes
Hylophorbus richardsi est une espèce d'amphibiens de la famille des Microhylidae.

## Répartition
Cette espèce est endémique de la province des Hautes-Terres méridionales en Papouasie-Nouvelle-Guinée. Elle se rencontre sur le mont Sisa, à environ 2 000 m d'altitude, et sur le mont Itukua.

## Étymologie
Cette espèce est nommée en l'honneur de Stephen J. Richards.

## Publication originale
- Günther, 2001 : The Papuan frog genus Hylophorbus (Anura: Microhylidae) is not monospecific: description of six new species. Russian Journal of Herpetology, vol. 8, no 2, p. 81-104.